# Базисний об'єкт розробки
Базисний об'єкт розробки (рос. базисный объект разработки; англ. base productive oil reservoir; нім. Basisbearbeitungsobjekt) — у нафтовій промисловості — нижній продуктивний пласт багатопластового родовища, який залягає на глибині, доступній для масового буріння видобувних свердловин при сучасному стані техніки і технології; характеризується найбільшою продуктивністю, значними запасами і високою сортністю та якістю нафти, а також є достатньо підготовленим для розробки. 
Син.: базисний експлуатаційний об'єкт.